# Philhygra botildae
Philhygra botildae är en skalbaggsart som först beskrevs av Lars Zakarias Brundin 1954.  Philhygra botildae ingår i släktet Philhygra, och familjen kortvingar. Arten är reproducerande i Sverige.